# 잃어버린 게놈을 찾아서
《잃어버린 게놈을 찾아서》(Neanderthal Man: In Search of Lost Genomes)는 스웨덴의 유전학자 스반테 페보가 2014년 저술한 책이다. 네안데르탈인의 게놈에서 대하여 회고록처럼 연구 결과와 자신의 이야기를 결합하여 저술하였다.

## 내용
- 송아지 간으로 몰래 시작한 연구

1. 기계장치에서 나온 네안데르탈인
2. 미라와 분자
3. 과거를 증폭하다
4. 실험실의공룡
5. 좌절

- “나는 인류의 역사를 밝히고 싶다”

1. 크로아티아와 인연을 맺다
2. 새로운 보금자리
3. 다지역 기원설에 대한 논란
4. 핵 DNA를 얻을 수 있을까?
5. 핵 DNA를 얻을 수 있다!
6. 게놈 프로젝트를 시작하다

- 무모한 도전에 나서다

1. 무정한 뼈
2. 세부적 문제들에 시달리다
3. 게놈을 매핑하다
4. 뼈에서 게놈으로

- 네안데르탈인은 우리 몸 안에 살아 있다

1. 유전자가 흘러갔을까?
2. 머리를 맞대다
3. 유전자가 흘러갔다!
4. 대체 집단

- 프로젝트의 완성과 또 다른 인류의 발견

1. 인간의 본질?
2. 게놈 서열을 발표하다
3. 매우 특별한 손가락
4. 네안데르탈인의 친척